# Cristiano Banti
Cristiano Banti (n. 4 ianuarie 1824, Santa Croce sull'Arno, Toscana, Italia – d. 4 decembrie 1904, Montemurlo, Toscana, Italia) a fost un pictor italian de gen și peisaj. A fost o figură marcantă a mișcării Macchiaioli⁠(d) din Toscana.

## Biografie
Banti s-a născut într-o familie din clasa de mijloc din Santa Croce sull'Arno. O bursă i-a permis să studieze la Accademia di belle arti di Siena cu Francesco Nenci⁠(d). În această perioadă, a lucrat în stilul neoclasic și a realizat probabil cea mai cunoscută lucrare a sa, Galileo înfruntând Inchiziției.

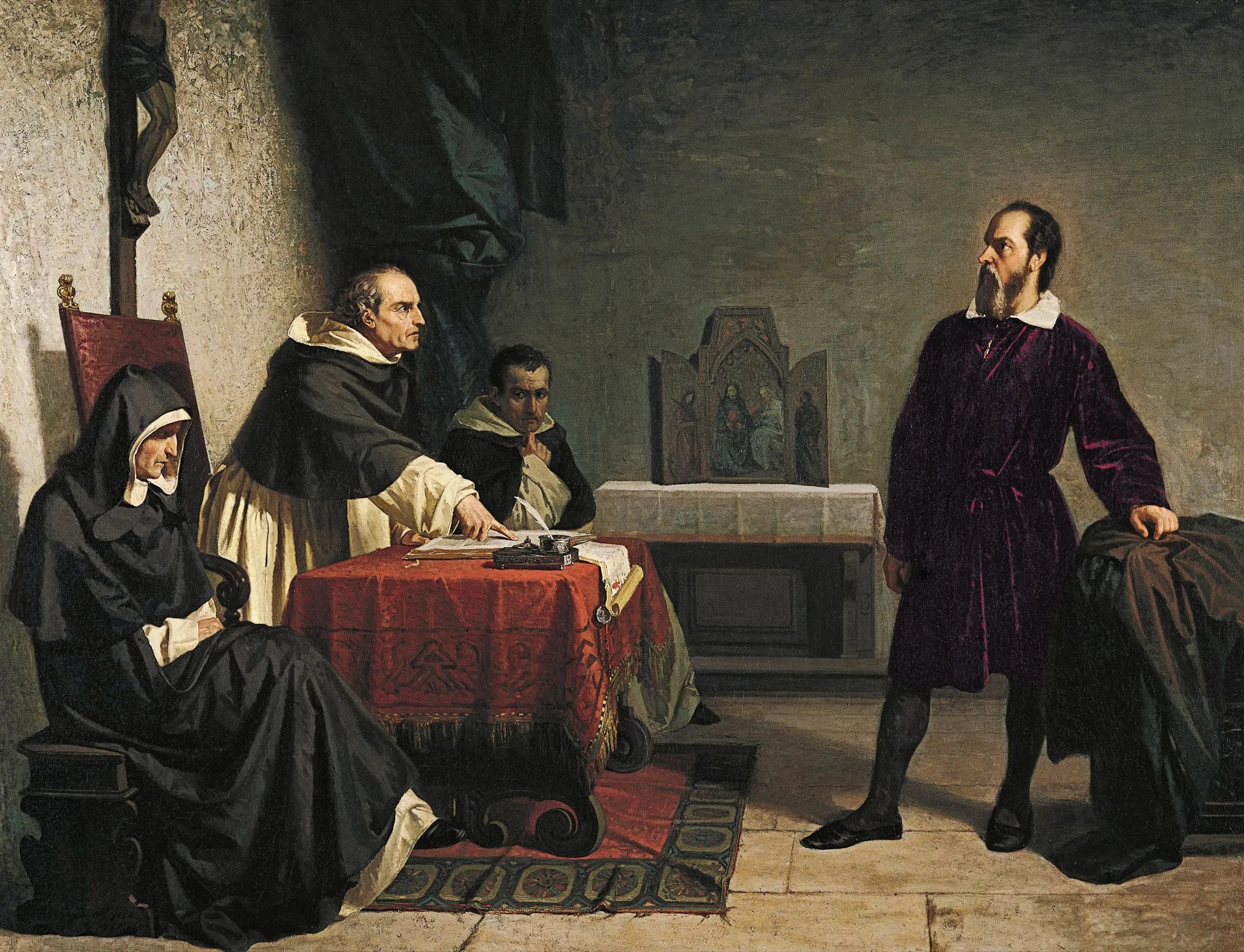
Galileo înfruntând Inchiziția, 1857

În 1854, s-a mutat la Florența și a devenit un obișnuit al Caffè Michelangiolo, un important loc de întâlnire pentru artiștii locali. Aici a făcut cunoștință cu mișcarea Macchiaioli. Convertirea sa la idealurile estetice ale mișcării a fost de așa natură încât a căutat ca „Galileo” să fie retras din expoziție pentru că „dezonorase arta fără să știe”.
După aceea, a devenit hotărât să realizeze picturi care să surprindă efectul natural al luminii soarelui, mergând în multe excursii lungi în aer liber împreună cu asociații săi; în special Telemaco Signorini⁠(d), care a avut o mare influență asupra sa.
În 1861, a plecat la Paris pentru a studia cu Constant Troyon⁠(d) și Camille Corot, apoi s-a stabilit la Castelfranco di Sopra pentru a-și continua studiile despre natură. Perpetuu nemulțumit de munca sa, expunea rar. În 1870, a făcut parte din juriul „Esposizione Nazionale di Parma” și s-a certat cu Signorini. Cinci ani mai târziu, s-a întors la Paris, apoi a plecat la Londra în 1879 pentru a se familiariza cu arta engleză.

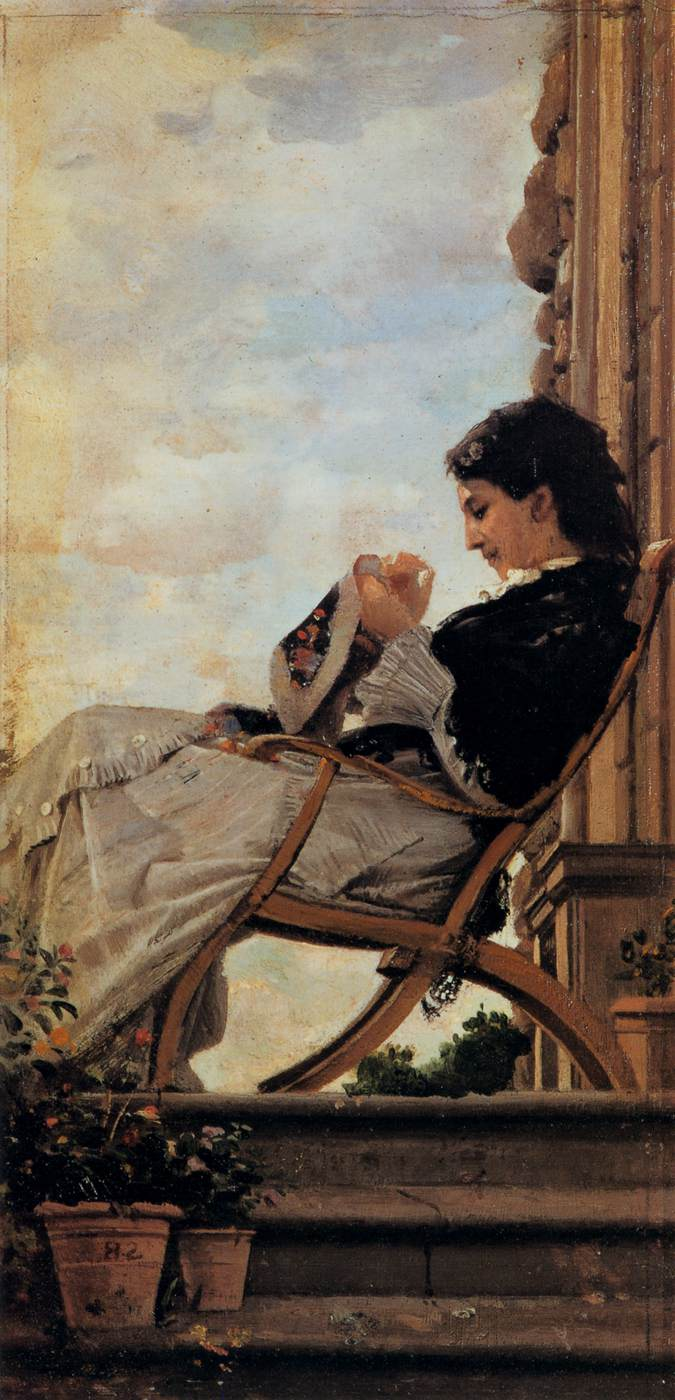
Femeie cosând pe terasă, 1882

Diviziunile dintre el și ceilalți membri ai mișcării Macchiaioli au devenit mai profunde și a fost adesea criticat, așa că s-a retras la vila familiei sale de lângă Castelfiorentino. După moartea soției sale, s-a mutat la Montemurlo, unde și-a petrecut cea mai mare parte a timpului colecționând artă - adesea de la Macchiaioli, cu care se împăcase în mare măsură. Ocazional, le oferea chiar și un loc de cazare.
Deși încă se bucura de recunoașterea publică, a acceptat o numire ca profesor la Academia de Arte Frumoase și a făcut parte din comisia însărcinată cu reorganizarea Uffizi. În 1887, s-a întors la Londra, studiind Vechii Maeștri la National Gallery și făcând cunoștință cu James McNeill Whistler.
Banti a avut cel puțin opt copii, dintre care cel puțin unul se știe că s-a stabilit în Anglia. A murit la vila sa din Montemurlo în 1904. Zece ani mai târziu, colecția sa a fost vândută la licitație și împrăștiată.

## Picturi (selecție)

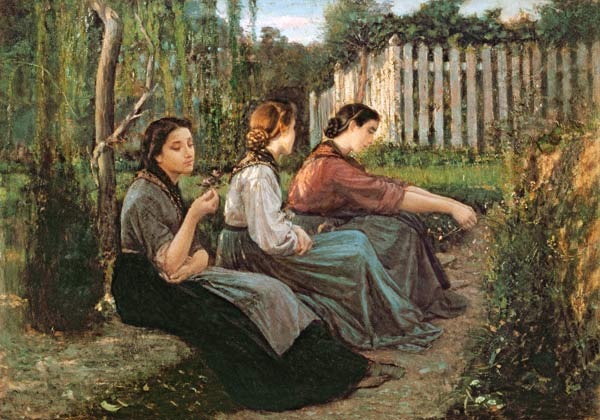
Confidențe, 1868
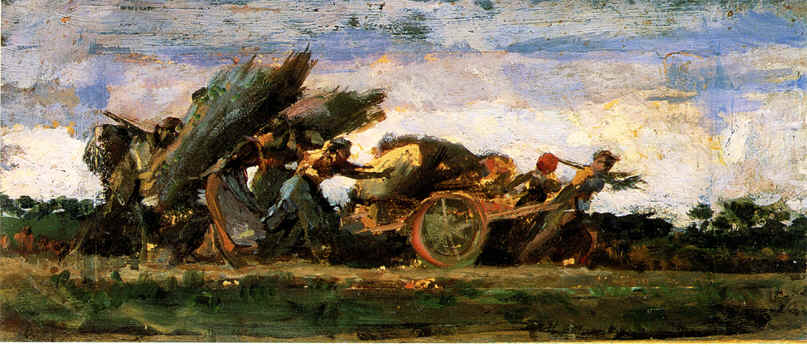
Culegătorii de paie, ca. 1861
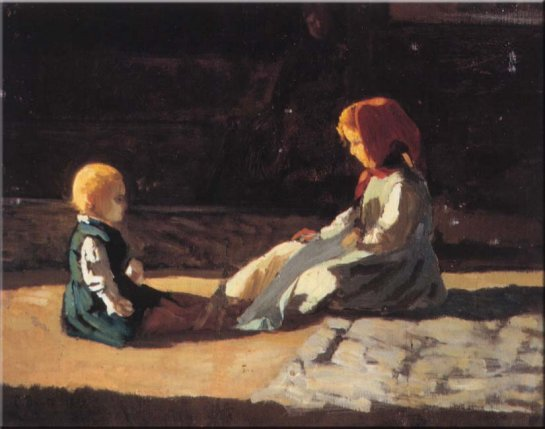
Copii în soare, ca. 1860–1862
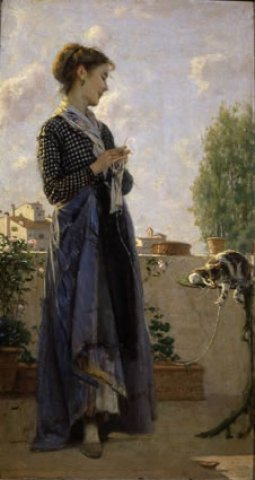
Țărancă toscană, 1875
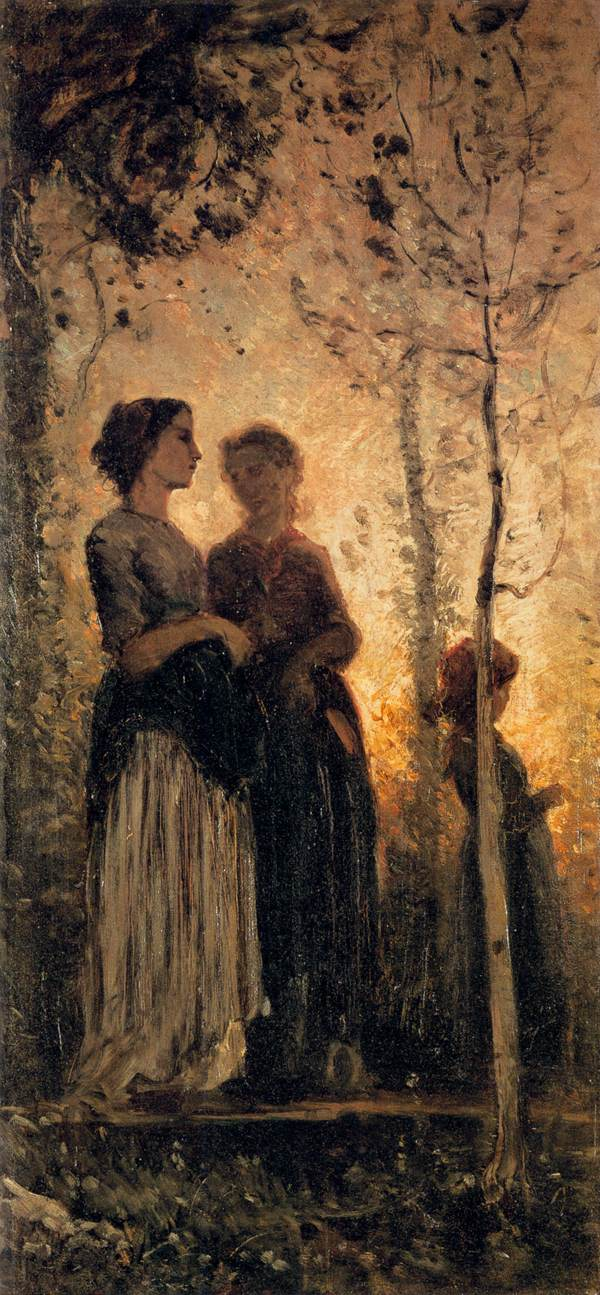
Trei țărănci, 1881